# Dave Navarro
Dave Navarro, właśc. David Michael Navarro (ur. 7 czerwca 1967 w Santa Monica) – amerykański gitarzysta, wokalista, aktor i model, najbardziej znany jako członek i współzałożyciel formacji alternatywnego rocka Jane’s Addiction, z którą nagrał cztery albumy studyjne, a także jako były muzyk Red Hot Chili Peppers.

## Życiorys

### Wczesne lata
Urodził się w Santa Monica w Kalifornii jako syn Jamesa Raula „Mike’a” Navarro i Constance Colleen Hopkins (1941–1983). Jego dziadkowie ze strony ojca Navarro byli meksykańskimi imigrantami. Swoją edukację muzyczną rozpoczął w wieku 6 lat grając na fortepianie. Mając siedem lat zaczął grać na gitarze, po zapoznaniu się z utworem Jimiego Hendrixa.
Jego wczesne lata były zakłócone przez coraz bardziej traumatyczne wydarzenia, począwszy od separacji rodziców. Kiedy miał siedem lat, jego rodzice rozwiedli się i wraz z matką przeniósł się do Bel-Air. Sytuacja zmieniła się dramatycznie dla 15-letniego Dave’a – 3 marca 1983, gdy jego matka i ciotka zostały zamordowane przez byłego chłopaka matki, Johna Riccardi'ego, który został aresztowany w 1991, a wątek ten został wykorzystany w serialu 20th Television America's Most Wanted. Riccardi został w końcu złapany w Houston w Teksasie 4 stycznia 1991. W 2015 powstał film dokumentalny Żałoba syna (Mourning Son), do którego Dave Navarro napisał scenariusz.
Po tragedii (morderstwie matki), Dave zamieszkał z ojcem. Uczęszczał do Notre Dame High School w Sherman Oaks, a następnie do University High School w Los Angeles. Przez lata był uzależniony od narkotyków, alkoholu i cierpiał na zaburzenia depresyjne.

### Kariera
W 1987 roku Navarro wraz z Erikiem Averym, Stephenem Perkinsem i Perrym Farrellem założył zespół Jane’s Addiction. Po rozpadzie tej formacji Navarro grał w Red Hot Chili Peppers. Odrzucił też opiewającą na milion dolarów propozycję zespołu Guns N’ Roses, z którego odszedł gitarzysta. W międzyczasie zawarł związek małżeński z Catherine „Rhian” Signe (1994), który przetrwał około roku. Z RHCP nagrał płytę One Hot Minute (1995). W 1998 roku nagrał z zespołem Marilyn Manson utwór „I Don't Like the Drugs (But the Drugs Like Me)”. Współpracował m.in. z Puff Daddy, Nine Inch Nails, Christiną Aguilerą, Alanis Morissette. W 2001 nagrał solową płytę Trust No One. Przyłączył się też do grupy Camp Freddy.
W dreszczowcu Istota seksu (Sexual Intent, 1993) wystąpił w roli porywacza u boku Kena Davitiana, a w komedii Floundering (1994) z udziałem Jamesa LeGrosa, Lisy Zane, Ethana Hawke’a, Johna Cusacka, Steve’a Buscemi, Billy’ego Boba Thorntona i Viggo Mortensena zagrał narkomana o przezwisku Drug Kid. Pojawił się także jako Spitz w jednym z odcinków serialu CBS Stan wyjątkowy (Martial Law, 1999), Czarodziejki (Charmed, 2001) i był gwiazdorem rocka w komedii Dziewczyny z wyższych sfer (Uptown Girls, 2003) z Brittany Murphy i Heather Locklear.
Od 11 lipca do 20 września 2005 razem z Brooke Burke był współgospodarzem programu muzycznego CBS Rock Star: INXS. W sierpniu 2006 wraz z kolegami z Jane’s Addiction założył The Panic Channel, z którą nagrał płytę One. Od stycznia do lutego 2007 koncertował z formacją Rock Star Supernova. W 2008 roku nagrał dodatkowe riffy dla nowej wersji przeboju Janet Jackson „Black Cat”.
W 2007 Navarro podjął współpracę z Teravision i zadebiutował jako reżyser i scenarzysta; zrealizował swój pierwszy film dla dorosłych Złamana (Broken) z udziałem Audrey Bitoni, Marka Davisa, Sashy Grey, Tommy’ego Gunna, Jenny Haze i Evana Seinfelda. Film otrzymał AVN Award 2008 w kategorii „Best High End All-Sex Release”, a Navarro zdobył nominację do AVN Award 2008 w kategorii „Najlepszy reżyser”. Pojawił się też w produkcji Evolution Erotica Punkd Ur Ass 1 (2007).
Wziął również udział w pierwszym i drugim sezonie serialu IFC Z Rock (2008) i WB Pogoda na miłość (One Tree Hill, 2010). W serialu FX Synowie Anarchii (Sons of Anarchy, 2012–2013) wystąpił jako Arcadio Nerona, a w jednym z odcinków serialu NBC Prawo i bezprawie (Law and Order: SVU, 2013) zagrał postać inżyniera dźwięku – Pana Ferrariego. Od 17 stycznia 2012 do 14 kwietnia 2020 był prowadzącym oraz jednym z trzech jurorów  programu Paramount Network Ink Master.

## Życie prywatne
W latach 1990–1993 jego pierwszą żoną była Tania Goddard. Tylko pięć dni, bo od 15 do 20 października 1994 trwało małżeństwo z Rhian Gittins. Od sierpnia 2001 związał się z modelką i aktorką Carmen Electrą, którą poślubił 22 listopada 2003. Jednak 10 sierpnia 2006 doszło do separacji, a 20 lutego 2007 do rozwodu.
Spotykał się także z Bobbie Brown, Courtney Love, Michelle Dupont, Kari Wuhrer, autorką Pamelą Des Barres, aktorką Brooke Mueller, Nicole Bennett, aktorką porno Kacey Jordan, aktorką Angel Aviles, Metal Sanaz, Lesley i aktorką porno Jayme Langford. Związany był też z Monet Mazur (1996–1997), Lexus Locklear (1998), Sherrie Rose (1999–2000), Jenną Presley (2005–2007), Kendrą Jade (2006), Brittney Skye (2006), Jessicą Jaymes (2006–2009), Jenną Jameson (2006), Taylor Wayne (2006), Jasmine Lennard (2007–2008), Tami Donaldson (2007), Kelly Carlson (2007), Stormy Daniels (2007), Margaret Cho (2008), Sashą Grey (2008), Amie Nicole (2008–2009), Joanną Angel (2008), Jessie Lee (2008), Daisy De La Hoyą (2008), Brooke Haven (2009), Izabellą Miko (2009), Jenny Spain (2009), Lexus Amandą (2014) i Andreą Tantaros (2015).
W 2008 roku wziął udział w kampanii społecznej sprzeciwiającej się wprowadzeniu w amerykańskim stanie Kalifornia poprawki legislacyjnej zamykającej drogę parom jednopłciowym do zawierania małżeństw (tzw. Propozycja 8).

## Publikacje
- Don't Try This at Home: A Year in the Life of Dave Navarro, 2005, It Books, ISBN 978-0-06-098853-1

## Dyskografia

### Albumy solowe
- Rhimorse (1995)
- Trust No One (2001)

### zRed Hot Chili Peppers
- One Hot Minute

### zThe Panic Channel
- (ONe)

### Deconstruction
- Deconstruction

## Filmografia
| Rok  | Tytuł                                                                | Rola                 | Reżyser                      |
| ---- | -------------------------------------------------------------------- | -------------------- | ---------------------------- |
| 1991 | Hard 'N Heavy Volume 12 (film dokumentalny)                          | w roli samego siebie | David Carr, Anita Clearfield |
| 2001 | MTV 20: Live & Almost Legal (film dokumentalny)                      | w roli samego siebie | Steve Paley                  |
| 2010 | Lemmy (film dokumentalny)                                            | w roli samego siebie | Greg Olliver, Wes Orshoski   |
| 2011 | Fix (film dokumentalny)                                              | w roli samego siebie | Doug Freel                   |
| 2011 | Revolutions (film dokumentalny)                                      | w roli samego siebie | Joseph Garcia Quinn          |
| 2012 | Sunset Strip (film dokumentalny)                                     | w roli samego siebie | Hans Fjellestad              |
| 2012 | Affairs Across America: The Ashley Madison Story (film dokumentalny) | w roli samego siebie | Marc Morgenstern             |